# Indodikkop
De Indodikkop (Pheidole fervens) is een mierensoort uit de onderfamilie van de Myrmicinae. De wetenschappelijke naam van de soort is voor het eerst geldig gepubliceerd in 1858 door Frederick Smith.